# XTEA
En criptografia, XTEA (eXtended TEA) és un xifratge de blocs dissenyat per corregir les debilitats en TEA. Els dissenyadors del xifrat van ser David Wheeler i Roger Needham del Cambridge Computer Laboratory, i l'algoritme es va presentar en un informe tècnic inèdit el 1997 (Needham i Wheeler, 1997). No està subjecte a cap patent.
Igual que TEA, XTEA és un xifratge Feistel de blocs de 64 bits amb una clau de 128 bits i 64 rondes suggerides. Són evidents diverses diferències amb TEA, inclosa una programació de claus una mica més complexa i una reordenació dels torns, XOR i addicions.

## Implementacions
Aquest codi font C estàndard, adaptat del codi de referència llançat al domini públic per David Wheeler i Roger Needham, xifra i desxifra mitjançant XTEA:
```
#include
 
<stdint.h>

/* take 64 bits of data in v[0] and v[1] and 128 bits of key[0] - key[3] */

void
 
encipher
(
unsigned
 
int
 
num_rounds
,
 
uint32_t
 
v
[
2
],
 
uint32_t
 
const
 
key
[
4
])
 
{

 
unsigned
 
int
 
i
;

 
uint32_t
 
v0
=
v
[
0
],
 
v1
=
v
[
1
],
 
sum
=
0
,
 
delta
=
0x9E3779B9
;

 
for
 
(
i
=
0
;
 
i
 
<
 
num_rounds
;
 
i
++
)
 
{

 
v0
 
+=
 
(((
v1
 
<<
 
4
)
 
^
 
(
v1
 
>>
 
5
))
 
+
 
v1
)
 
^
 
(
sum
 
+
 
key
[
sum
 
&
 
3
]);

 
sum
 
+=
 
delta
;

 
v1
 
+=
 
(((
v0
 
<<
 
4
)
 
^
 
(
v0
 
>>
 
5
))
 
+
 
v0
)
 
^
 
(
sum
 
+
 
key
[(
sum
>>
11
)
 
&
 
3
]);

 
}

 
v
[
0
]
=
v0
;
 
v
[
1
]
=
v1
;

}

void
 
decipher
(
unsigned
 
int
 
num_rounds
,
 
uint32_t
 
v
[
2
],
 
uint32_t
 
const
 
key
[
4
])
 
{

 
unsigned
 
int
 
i
;

 
uint32_t
 
v0
=
v
[
0
],
 
v1
=
v
[
1
],
 
delta
=
0x9E3779B9
,
 
sum
=
delta
*
num_rounds
;

 
for
 
(
i
=
0
;
 
i
 
<
 
num_rounds
;
 
i
++
)
 
{

 
v1
 
-=
 
(((
v0
 
<<
 
4
)
 
^
 
(
v0
 
>>
 
5
))
 
+
 
v0
)
 
^
 
(
sum
 
+
 
key
[(
sum
>>
11
)
 
&
 
3
]);

 
sum
 
-=
 
delta
;

 
v0
 
-=
 
(((
v1
 
<<
 
4
)
 
^
 
(
v1
 
>>
 
5
))
 
+
 
v1
)
 
^
 
(
sum
 
+
 
key
[
sum
 
&
 
3
]);

 
}

 
v
[
0
]
=
v0
;
 
v
[
1
]
=
v1
;

}

```

Els canvis respecte al codi font de referència són menors:
- El codi font de referència utilitzava el tipus unsigned long en lloc de l' uint32_t net de 64 bits.
- El codi font de referència no utilitzava tipus const.
- El codi font de referència va ometre parèntesis redundants, utilitzant la precedència C per escriure la funció rodona com, per exemple, v1 += (v0<<4 ^ v0>>5) + v0 ^ sum + k[sum>>11 & 3] ;

El valor recomanat per al paràmetre "num_rounds" és 32, no 64, ja que cada iteració del bucle fa dues rondes de xifrat Feistel. Per millorar addicionalment la velocitat, el bucle es pot desenrotllar calculant prèviament els valors de suma+clau[].

## Cripanàlisi
El 2004, Ko et al. va presentar un atac diferencial de clau relacionada a 27 de les 64 rondes de XTEA, que va requerir 2 20,5 textos en pla escollits i una complexitat temporal de 2 115,15.
El 2009, Lu va presentar un atac de rectangle de clau relacionada a 36 rondes de XTEA, trencant més rondes que qualsevol resultat criptoanalític publicat anteriorment per a XTEA. El document presenta dos atacs, un sense i amb una hipòtesi de clau feble, que correspon a 2 64,98 bytes de dades i 2 126,44 operacions, i 2 63,83 bytes de dades i 2 104,33 operacions respectivament.